# Hrabstwo Windham (Connecticut)

Piramida wieku hrabstwa

Hrabstwo Windham (ang. Windham County) – hrabstwo w stanie Connecticut w Stanach Zjednoczonych. Hrabstwo zajmuje powierzchnię 1350,60 km². Według szacunków US Census Bureau w roku 2006 miało 116 872 mieszkańców.

## Miejscowości
| - Ashford - Brooklyn - Canterbury - Chaplin - Eastford | - Hampton - Killingly - Plainfield - Pomfret - Putnam | - Scotland - Sterling - Thompson - Windham - Woodstock |

## CDP
| - South Woodstock - Willimantic - South Windham | - Quinebaug - Plainfield Village - Moosup |